# Fiserv Forum
 (avril 2021).
Si vous disposez d'ouvrages ou d'articles de référence ou si vous connaissez des sites web de qualité traitant du thème abordé ici, merci de compléter l'article en donnant les références utiles à sa vérifiabilité et en les liant à la section « Notes et références ».
La Fiserv Forum est une salle omnisports située dans le centre de Milwaukee, au Wisconsin.
À partir de 2018, c'est le parquet des Bucks de Milwaukee de la National Basketball Association ainsi que de l'équipe masculine de basket-ball de l'université Marquette, les Golden Eagles de Marquette.